# 10327 Батенс
10327 Батенс (10327 Batens) — астероїд головного поясу.
Тіссеранів параметр щодо Юпітера — 3,550.